# Marta Camps i Torrens
Marta Camps i Torrens   (Lleida, 8 d'abril de 1970) és una política catalana, diputada al Parlament de Catalunya en la vi, vii i viii legislatures.

## Biografia
Llicenciada en Geografia i Història per la Universitat de Lleida, va fer estudis de Periodisme a la Universitat Autònoma de Barcelona i va treballar com a redactora del diari Segre (1991-1999). El 1999 s'afilià a la Comissió Obrera Nacional de Catalunya.
Militant del PSC-PSOE, és consellera de la Paeria de Lleida des del 2003. Ha estat paera segona i consellera delegada d'Urbanisme i presidenta de l'Empresa Municipal d'Urbanisme de Lleida fins que fou destituïda pel paer en cap el febrer de 2015, quan va acusar el paer Àngel Ros d' irregularitats en la gestió del municipi. Fou diputada a les eleccions al Parlament de Catalunya de 1999, 2003 i 2006.